# طراز الملكة آن المعماري في الولايات المتحدة

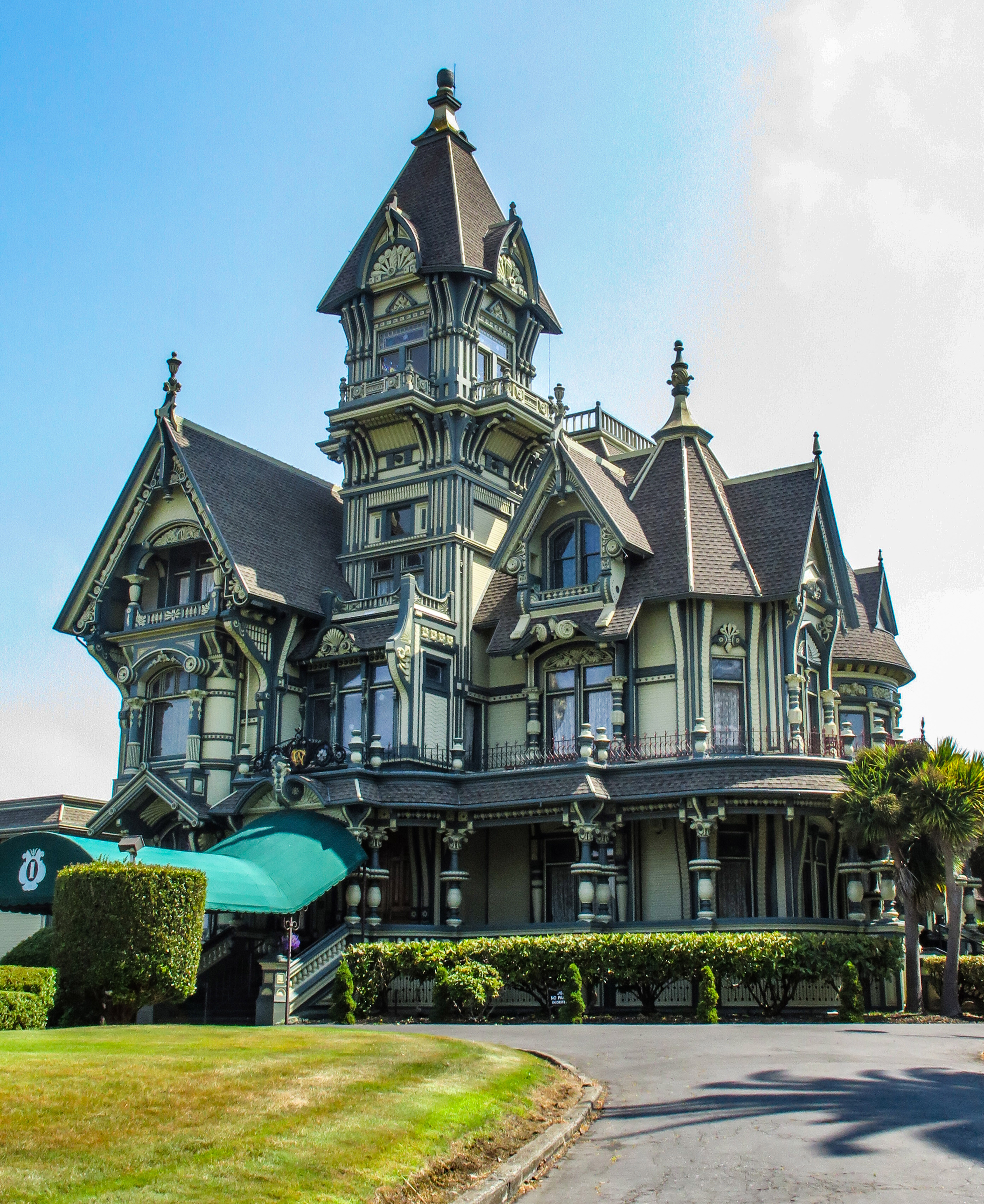
يٌعدّ قصر كارسون في يوريكا بولاية كاليفورنيا من أرفع الأمثلة على طراز عمارة الملكة آن الأمريكيّ

شاع طراز الملكة آن المعماري في الولايات المتحدة منذ عام 1880 وحتى عام 1910 تقريبًا. كان أسلوب الملكة آن أحد الأساليب المعمارية الشهيرة التي ظهرت خلال هذه الحقبة. اتبع أسلوب الملكة إيستليك وسبق أسلوب ريتشاردسونيان الرومانسكي وشينغل.
ليس للأسلوب أي علاقة بأسلوب الملكة آن الأصلي في بريطانيا (نسخة مخففة من الباروك الإنجليزي الذي كان يستخدم غالبًا في منازل النبلاء) الذي ظهر في عهد الملكة آن، حكمت منذ عام 1702 حتى عام 1714. يغطي الطراز الأمريكي مجموعة واسعة من المباني الخلابة مع تفاصيل «عصر النهضة الحرة» (غير القوطية)، بدلًا من أن يكون أسلوبًا محددًا في حد ذاته.
يُطبق مصطلح «الملكة آن» كبديل لكل من أسلوب الإمبراطورية الثانية المشتق من الفرنسية وأسلوب الفنون الجميلة الأقل «محليًا»، على نطاق واسع في العمارة والأثاث والفنون الزخرفية في الفترة بين 1880 حتى 1910. استمرت بعض العناصر المعمارية للملكة آن، مثل الشرفة الأمامية الملتفة في العشرينيات من القرن الماضي.

## نظرة عامة
ظهرت مباني طراز الملكة آن في الولايات المتحدة خلال ثمانينات القرن التاسع عشر لتحل محل الإمبراطورية الثانية المشتقة من فرنسا باسم «أسلوب اللحظة». تضاءلت شعبية أسلوب الملكة آن العالي في أوائل القرن العشرين، ولكن وجود بعض العناصر في المباني استمر حتى عشرينيات القرن الماضي، مثل الشرفة الأمامية الملتفة (غالبًا على شكل حرف L).
قد تشمل السمات المميزة لأسلوب الملكة آن الأمريكية ما يلي:
- واجهة غير متناظرة
- الجملون الأمامي السائد، غالبًا ما يكون خارج مستوى الجدار أدناه.
- الطنف المتدلي
- أبراج مستديرة أو مربعة أو متعددة الأضلاع
- التشكيلات والجملونات الهولندية
- شرفة تغطي جزءًا من الواجهة الأمامية أو تغطيها بكاملها، بما في ذلك منطقة المدخل الرئيسي.
- شرفة أو شرفات الطابق الثاني
- الشرفات المنحنية
- مواد الجدران المختلفة، مثل الألواح الخشبية المزخرفة على شكل تصميمات مختلفة، بما في ذلك تلك التي تشبه قشور الأسماك وبلاطات الطين النضيج وألواح النقش البارز أو الألواح الخشبية فوق الطوب وغيرها.
- الدنطيل
- الأعمدة الكلاسيكية
- عمل المغزل
- نافذة الشباك المعدني والنوافذ الناتئة
- الجوائز الأفقية في نوافذ الرصاص
- المداخن الضخمة
- الدرابزينات المطلية
- أسقف من الخشب أو الأردواز
- حدائق أمامية بأسوار خشبية

## الأمثلة
وصل طراز الملكة آن البريطاني من القرن التاسع عشر، الذي صاغه نورمان شو ومعماريون آخرون في بريطانيا إلى مدينة نيويورك مع السكن الجديد لمبنى نيويورك ومدرسة الصناعة في 120 ويست الشارع السادس عشر (صممه سيدني في. ستراتون، 1878). تُعتبر شقق آسترال التي بُنيت في بروكلين في الفترة بين 1885- 1886 (لإيواء العمال) مثالًا على العمارة المبنية من الطوب الأحمر والطين النضيج في عمارة الملكة آن في نيويورك للمعماري افرايم فرنسيس بالدوين في سكة حديد بالتيمور وأوهايو وهي أيضًا أمثلة مألوفة للطراز الذي بُني بشكل مختلف من الطوب والخشب.
بُنيت منازل بأسلوب الملكة آن الأمريكي هذا، ذات الجملونات والمقاسات المحلية من الطوب الدافئ الناعم الذي يحيط بألواح الطين النضيج المربعة، مع ممر جانبي مقوس يؤدي إلى بلاط داخلي ومنزل خلفي. تقتصر التفاصيل إلى حد كبير على معالجة النوافذ المنظمة بشكل رائع مع إطار علوي يضم الألواح الصغيرة والألواح الزجاجية السفلية. هناك النوافذ الثلاثية التي تحتوي زخارف السيريلية والنافذة الناتئة المكونة من طابقين وتظهر بشكل غير متناظر.

## وصلات خارجية
- طراز الملكة آن – الأساليب المعماريَّة في الولايات المتحدة (بالإنجليزية)